# KRH Klinikum Oststadt-Heidehaus
Das KRH Klinikum Oststadt-Heidehaus, kurz Oststadtkrankenhaus genannt, war ein Krankenhaus im hannoverschen Stadtteil Groß-Buchholz, das 2018 abgerissen wurde. Die Schwerpunkte des Krankenhauses waren Thorax-, Gefäß- und Nierenerkrankungen. Das ursprünglich städtische Krankenhaus war die Keimzelle der Medizinischen Hochschule Hannover und arbeitete bis zur Schließung eng mit ihr zusammen. Es gehörte zuletzt zum kommunalen Krankenhausverbund Klinikum Region Hannover der Region Hannover.

## Geschichte

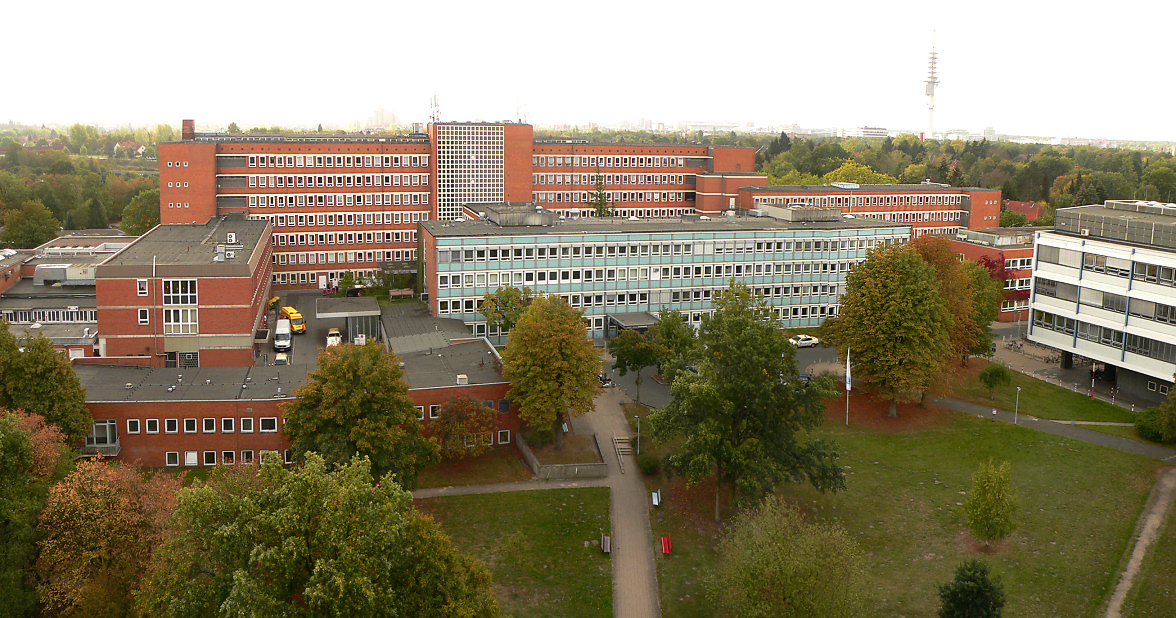
Klinikum Oststadt-Heidehaus, 2009

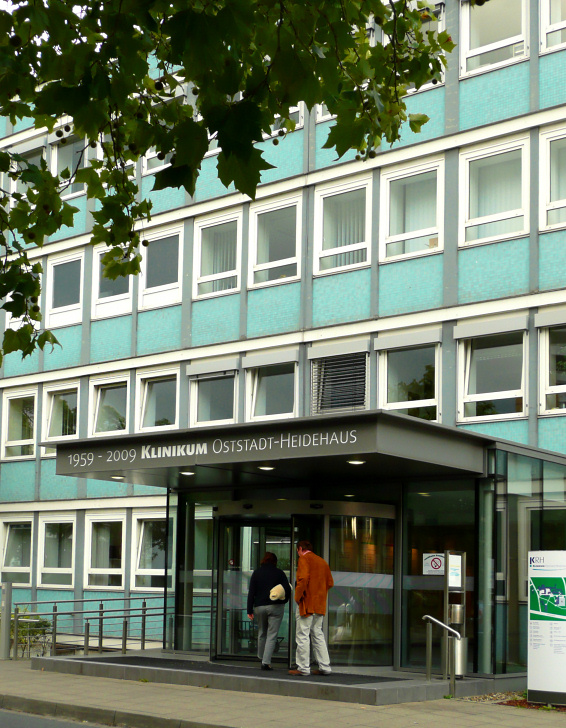
Krankenhauseingang, 2009

### Krankenhaus Oststadt
Das Krankenhaus Oststadt entstand 1959 aus dem Ausweichkrankenhaus Schwarmstedt, dessen Standort geschlossen wurde, nachdem in Hannover der Neubau nahe dem eingemeindeten Dorf Klein-Buchholz nördlich des Mittellandkanals und des zu Hannover eingemeindeten Dorfes Groß-Buchholz fertiggestellt war. Anfangs war es Ort der ersten Lehrveranstaltungen der neu gegründeten Medizinischen Hochschule Hannover (MHH). Chefärzte des Oststadtkrankenhauses, die für die medizinischen Spezialgebiete verantwortlich waren, wurden auf Lehrstühle der neuen Hochschule berufen. Sie wurden Bedienstete des Landes, arbeiteten aber weiter im Krankenhaus Oststadt. Da die MHH bei Aufnahme des Lehrbetriebs im Jahr 1965 kaum über eigene Räumlichkeiten verfügte, fand der Unterricht im Oststadtkrankenhaus statt. Dieses war bereits mit einem Forschungstrakt und einem Lehrgebäude ausgestattet. Parallel dazu entstand auf einem rund 400.000 Quadratmeter großen Areal im Roderbruchviertel das neue Klinikum der MHH.

### Heidehaus
1907 wurde die Heilanstalt Heidehaus zur Behandlung von Tuberkulosekranken gegründet. Der im Pavillonstil errichtete Komplex mit anfangs 13 Gebäuden und 102 Betten befindet sich in Stöcken an der B 6 nördlich der Autobahnausfahrt Herrenhausen der A 2. In den 1930er Jahren wurde auf 19 Gebäude und fast 300 Betten erweitert. In den 1960er Jahren erfolgten weitere Erweiterungen. Nach dem Auszug der Frauenklinik der MHH aus dem Oststadtkrankenhaus wurde 2004 das Krankenhaus Heidehaus in das Krankenhaus Oststadt eingegliedert. 2008 wurde das Gelände von der Unternehmensgruppe Hahne Holding aufgekauft und 2010 zu einer stationären Pflegeeinrichtung für 180 Senioren umgewandelt.

### Klinikum Oststadt-Heidehaus
1998 wurden alle Krankenhäuser der Stadt Hannover im neuen Eigenbetrieb Klinikum Hannover zusammengefasst. Das Krankenhaus nannte sich nun Klinikum Oststadt. 2005 wurde es zusammen mit den anderen in der Trägerschaft der Region Hannover befindlichen Krankenhäusern in den kommunalen Krankenhausverbund Klinikum Region Hannover eingegliedert. Der Name des Krankenhauses lautet seit der Fusion der beiden Kliniken KRH Klinikum Oststadt-Heidehaus.
Die Abteilung für Plastische, Hand- und Wiederherstellungschirurgie der MHH war bis 2006, die Intensivstation für Brandverletzte bis 2007 im Oststadtkrankenhaus untergebracht. Danach wurden sie in die MHH-Hauptklinik verlagert.

## Abteilungen

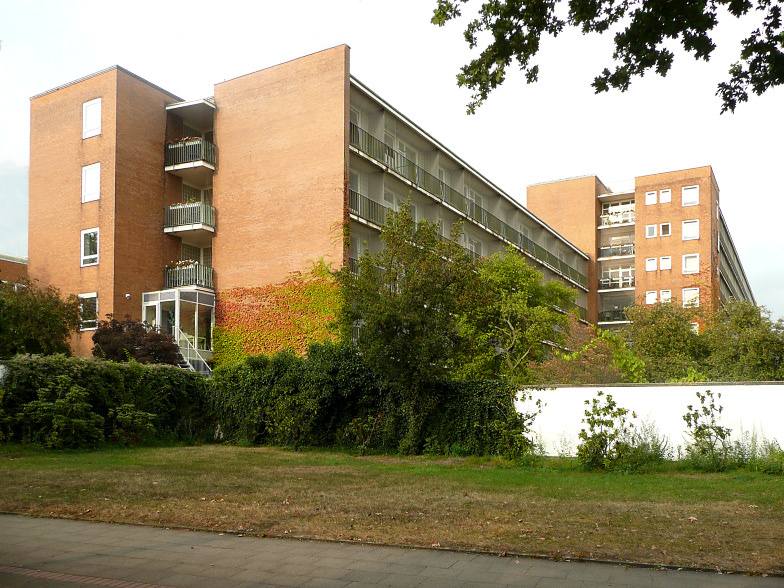
Bettenhaus der Klinik, 2009

Das Krankenhaus hatte sechs Abteilungen:
- Medizinische Klinik I für Nieren-, Hochdruck- und Gefäßkrankheiten
- Medizinische Klinik II für Pneumologie, Intensiv- und Schlafmedizin
- Klinik für Allgemein- und Viszeralchirurgie
- Klinik für Thorax- und Gefäßchirurgie
- Klinik für Anästhesie und operative Intensivmedizin
- Abteilung für Radiologie

Weitere Einrichtungen waren das Zentrallaboratorium, die Physiotherapie und eine Bäderabteilung. Die Zentralapotheke des Klinikums Region Hannover ist beim Klinikum Siloah untergebracht, Mikrobiologie und Pathologie befinden sich beim Klinikum Nordstadt.
Das Klinikum verfügte über 295 Betten. 2008 wurden rund 10.957 stationäre und 7.245 ambulante Fälle betreut. In Kooperation mit dem Kuratorium für Hämodialyse am Standort Oststadt-Heidehaus verfügte das Krankenhaus über eine Nephrologie-Abteilung mit einem großen Einzugsgebiet. Zudem verfügte das Haus über ein zertifiziertes interdisziplinäres Gefäßzentrum sowie über eines der größten Zentren in Norddeutschland zur Behandlung von Krebserkrankungen der Atemwege. Darüber hinaus hatte das Krankenhaus eine interdisziplinäre Notaufnahme, eine Chest Pain Unit, ein Weaning-Center, und ein Center zur Betreuung internationaler Patienten (IPM).

## Weitere Entwicklung
Im September 2014 wurde das Klinikum Oststadt-Heidehaus an seinem bisherigen Standort aufgeben und mit dem Klinikum Siloah an dessen Standort in Linden-Süd zum KRH Klinikum Siloah-Oststadt-Heidehaus vereinigt. Am 15. September 2010 war dort der Grundstein für einen Neubau gelegt worden. Nach einer zweijährigen Übergangsphase entfiel 2016 der Namenszusatz Oststadt-Heidehaus, der Name der vereinigten Krankenhäuser lautet seitdem kurz KRH Klinikum Siloah.
Die Ende der 1950er Jahre entstandenen Gebäude des Oststadtkrankenhauses, die hohe Instandhaltungskosten verursachten, waren nach dem Umzug zum Abriss vorgesehen. 2015 begann eine Zwischennutzung als Wohnheim für mehrere hundert Flüchtlinge. 2018 erfolgte der Abriss.

## Persönlichkeiten
Der erste Ärztliche Direktor des Oststadtkrankenhauses war der Gynäkologe Egon Fauvet, der als Präsident der Deutschen Gesellschaft für Gynäkologie und Geburtshilfe 1966 deren 36. Kongress in Hannover leitete.
Rudolf Pichlmayr baute ab 1968 ein Transplantationszentrum in der Klinik auf. Der Herzchirurg Gustav Steinhoff leitete von 1999 bis 2000 die Klinik für Thorax-, Herz- und Gefäß- und Allgemeinchirurgie am Haus, bevor er an die Universität Rostock wechselte.
Fritz Hartmann, der Begründer der wissenschaftlichen Rheumatologie als eigenständige medizinische Disziplin in Deutschland, war der erste Leiter der internistischen Klinik.
Als Direktor der Abteilung für Plastische, Hand- und Wiederherstellungschirurgie und der Intensivstation für Brandverletzte fungiert seit 2006 Peter M. Vogt.